# Per Rydbeck
Per Rydbeck, född 15 november 1775 i Östergötlands län, död 12 december 1829 i Linköping, Östergötlands län, var en svensk borgmästare i Linköping åren 1822–1829.
Hans föräldrar var hovrättskommissarien Jacob Rydbeck och Maria Christina Fahlberg. Han avlade juridisk-filosofisk examen 1800 och juris kandidatexamen 1802. Han blev vice häradshövding, rådman och kämnärspreses i Linköping 1804, borgmästare 1822 och titulär häradshövding 1824.